# TAS2R30
Receptor ukusa tip 2 član 30 je protein koji je kod ljudi kodiran TAS2R30 genom.

## Literatura
- Margolskee RF (2002). „Molecular mechanisms of bitter and sweet taste transduction.”. J. Biol. Chem. 277 (1): 1—4. PMID 11696554. doi:10.1074/jbc.R100054200.
- Montmayeur JP, Matsunami H (2002). „Receptors for bitter and sweet taste.”. Curr. Opin. Neurobiol. 12 (4): 366—71. PMID 12139982. doi:10.1016/S0959-4388(02)00345-8.
- Bufe B; Hofmann T; Krautwurst D;  . (2002). „The human TAS2R16 receptor mediates bitter taste in response to beta-glucopyranosides.”. Nat. Genet. 32 (3): 397—401. PMID 12379855. doi:10.1038/ng1014.
- Zhang Y; Hoon MA; Chandrashekar J;  . (2003). „Coding of sweet, bitter, and umami tastes: different receptor cells sharing similar signaling pathways.”. Cell. 112 (3): 293—301. PMID 12581520. doi:10.1016/S0092-8674(03)00071-0.
- Fischer A, Gilad Y, Man O, Pääbo S (2005). „Evolution of bitter taste receptors in humans and apes.”. Mol. Biol. Evol. 22 (3): 432—6. PMID 15496549. doi:10.1093/molbev/msi027.
- Go Y, Satta Y, Takenaka O, Takahata N (2006). „Lineage-specific loss of function of bitter taste receptor genes in humans and nonhuman primates.”. Genetics. 170 (1): 313—26. PMC 1449719 . PMID 15744053. doi:10.1534/genetics.104.037523.